# Seán Quinn (ondernemer)
Seán Quinn is een Ierse ondernemer. Hij is een van de eigenaren van de Quinn-group, een groep bedrijven die zich bezighoudt met onder meer project-ontwikkeling, bouw en financiële diensten. Het familiebedrijf is geheel in het bezit van de familie en had in 2005 een geschatte waarde van € 5-6 miljard. Volgens de Sunday Times Richlist was het privévermogen van Quinn in 2008 ongeveer € 4,7miljard. Daarmee was hij op dat moment Ierlands rijkste persoon

## In opspraak
Tot de ondergang van Anglo Irish Bank waren er amper tot geen controverses rond Quinn: hij verdiende zijn vermogen op eerlijke wijze en ontweek schandalen redelijk. Toen de Anglo Irish Bank onderuit ging, bleek dat Anglo een systeem had opgezet waarbij een select groepje 'gouden klanten' de mogelijkheid had om enorme bedragen van de bank te lenen om die te gebruiken om aandelen in diezelfde bank te kopen. Quinn was een van deze groep klanten. Hij kreeg leningen ter waarde van € 2,8 miljard. Het na de teloorgang nieuw aangetreden bestuur van de bank stelde zich tot taak zo veel mogelijk van deze leningen terug te halen.
Daarnaast stelde de financiële toezichthouder van Ierland vast dat Quinns ziektekosten-verzekering Quinn Healtcare ofwel Quinn Insurance niet voldeed aan de minimale eisen met betrekking tot de financiële reserves. Het bracht het bedrijf daarop in administration: externe bestuurders werden benoemd om het bedrijf in eerste instantie te leiden en dan de activiteiten zo goed mogelijk te verkopen. Quinn trad hierdoor af. Quinn Insurance trok zich terug uit de Britse markt.